# Богхед

Богхе́д (рос. богхед, англ. boghead, algal coal, torbanite, нім. Bogheadkohle) — вугілля класу викопного, яке виникло головним чином в результаті перетворення залишків найнижчих рослин.

## Загальний опис
Являють собою скупчення залишків водоростей — таломоальгініт або колоальгініт (> 50 %), розподілених більш або менш рівномірно в однорідній зцементованій масі вітриніту (колініт, детриніт), без мінеральних домішок або з тонкодисперсними глинистими речовинами. Богхеди бувають матові, напівматові, світлі, темнокоричневі (на буровугільній стадії), сірувато-чорні (на кам'яновугільній стадії), однорідні, монолітні. Злам раковистий. Дуже міцні, в'язкі. Запалюються від сірника і горять із запахом паленої гуми.
Богхеди візуально дуже схожі на кеннелі, але відрізняються від них буруватим кольором і коричневою рисою. Їх характерною складовою частиною є альгініт, якого майже немає в справжніх кеннелях.
Існує багато перехідних форм від кеннелей до богхедів. Якщо в кеннелях міститься велика кількість водоростей, але не більше, ніж спор, то це вказує на перехідний тип. Справжній богхед майже не містить спори.
Характеристики богхедів: Wa до 4 %; Ad — 5-30 %; Vdaf (вихід летких речовин в перерахунку на сухий беззольний стан) 70-93 %; Hdaf — 8-12 %; Qset = 20,3-25,1 кДж, вихід первинного дьогтю 50-70 %.
Богхеди залягають серед гумусового вугілля у вигляді прошарків невеликої потужності 20-25 см (наприклад, Підмосковний басейн), рідко у вигляді самостійних пластів потужністю до 2 м (Іркутський басейн). Відомі у Шотландії (назва — від шотландської місцевості Богхед), Франції, Австралії, Бразилії, США (Пенсільванія, Аляска).
В Україні відомі у Львівсько-Волинському басейні, рідко зустрічаються на Донбасі.
Різновиди богхеду — таломоальгініти та колоальгініти — виділені в детальній класифікації (Гінзбург А. І., 1962, 1964).